# Route Adélie de Vitré 2024
La Route Adélie de Vitré 2024, ventottesima edizione della corsa, valida come evento dell'UCI Europe Tour 2024 categoria 1.1 e come settima prova della Coppa di Francia 2024, si svolse il 29 marzo 2024 su un percorso di 174,2 km, con partenza e arrivo da Vitré, in Francia. La vittoria fu appannaggio del belga Jenthe Biermans, il quale completò il percorso in 4h03'27", alla media di 42,933 km/h, precedendo i francesi Sandy Dujardin e Alexandre Delettre.
Sul traguardo di Vitré 103 ciclisti, dei 129 partiti dalla medesima località, portarono a termine la competizione.

## Squadre e corridori partecipanti
| N.    | Cod. | Squadra                         |
| ----- | ---- | ------------------------------- |
| 1-7   | UXM  | Uno-X Mobility                  |
| 11-17 | ARK  | Arkéa-B&B Hotels                |
| 22-27 | IWA  | Intermarché-Wanty               |
| 31-37 | COF  | Cofidis                         |
| 41-46 | DAT  | Decathlon AG2R La Mondiale Team |
| 51-57 | GFC  | Groupama-FDJ                    |
| 61-67 | LDD  | Lotto Dstny Development Team    |
| 71-77 | TEN  | TotalEnergies                   |
| 81-87 | CJR  | Caja Rural-Seguros RGA          |
| 91-97 | BWB  | Bingoal WB                      |

| N.      | Cod. | Squadra                       |
| ------- | ---- | ----------------------------- |
| 101-107 | EUS  | Euskaltel-Euskadi             |
| 111-117 | TNN  | Team Novo Nordisk             |
| 121-127 | VBF  | VF Group-Bardiani CSF-Faizanè |
| 131-137 | BBH  | Burgos-BH                     |
| 141-147 | AUB  | St Michel-Mavic-Auber93       |
| 151-157 | EKP  | Equipo Kern Pharma            |
| 161-167 | UCN  | CIC U Nantes Atlantique       |
| 171-177 | NMC  | Nice Métropole Côte d'Azur    |
| 181-187 | VRR  | Van Rysel-Roubaix             |

## Ordine d'arrivo (Top 10)
| Pos. | Corridore            | Squadra       | Tempo    |
| ---- | -------------------- | ------------- | -------- |
| 1    | Jenthe Biermans      | Arkéa         | 4h03'27" |
| 2    | Sandy Dujardin       | TotalEnergies | s.t.     |
| 3    | Alexandre Delettre   | St Michel     | s.t.     |
| 4    | David Gaudu          | Groupama      | s.t.     |
| 5    | Carl-Frederik Bévort | Uno-X         | s.t.     |
| 6    | Jordan Labrosse      | Decathlon     | s.t.     |
| 7    | Xabier Berasetegi    | Euskaltel     | a 2"     |
| 8    | Noa Isidore          | Decathlon     | s.t.     |
| 9    | Clément Braz Afonso  | U Nantes      | s.t.     |
| 10   | Simon Dalby          | Uno-X         | a 9"     |